# Bernt Frilén
Bernt Frilén (1945. június 3. – Varberg, 2019. május 7.) világbajnoki aranyérmes svéd tájfutó.

## Pályafutása
A világbajnokságokon három arany- és egy-egy ezüst- illetve bronzérmet nyert. Váltóban 1970-ben ezüst-, 1972-ben és 1974-ben aranyérmes volt. Egyéniben az 1972-es csehszlovákiai Staré Splavyban rendezett versenyen bronzérmes, majd 1974-ben Viborgban világbajnok lett.

## Sikerei, díjai

### Egyéni
- Világbajnokság
  - aranyérmes: 1974, Viborg
  - bronzérmes: 1972, Staré Spavy

### Csapatban
- Világbajnokság
  - aranyérmes: 1972, Staré Spavy, 1974, Viborg
  - ezüstérmes: 1970, Friedrichroda